# Parafia Chrystusa Króla w Lublinie
Parafia rzymskokatolicka pw. Chrystusa Króla w Lublinie – parafia rzymskokatolicka należąca do Archidiecezji Lubelskiej i Dekanatu Lublin – Wschód. Została erygowana 21 listopada 2010. 

## Zasięg parafii
Do parafii należą wierni z Lublina, mieszkający przy ulicach: Barwinkowej, Bazylianówka, Cedrowej, Dworskiej, Fałata, Hiacyntowej, Jarzębinowej, Kalinowej, Koryznowej, Kruszynowej, Ludowej, Św. Magdaleny, Malczewskiego, Morzyckiej, Nasturcjowej, Oliwkowej, Owocowej, Pankiewicza, Petrykiewicza, Ponikwoda, Prostej, Przelot, Rezedowej, Rudnickiej, Rumiankowej, Sportowej, Storczykowej, Strzembosza, Szymanowskiego, Śliwkowej, Ustronie, Walecznych, Wiejskiej, Wielkiej, Wiktoryn, Wiśniowej, Zagrobskiej i Zakręt.

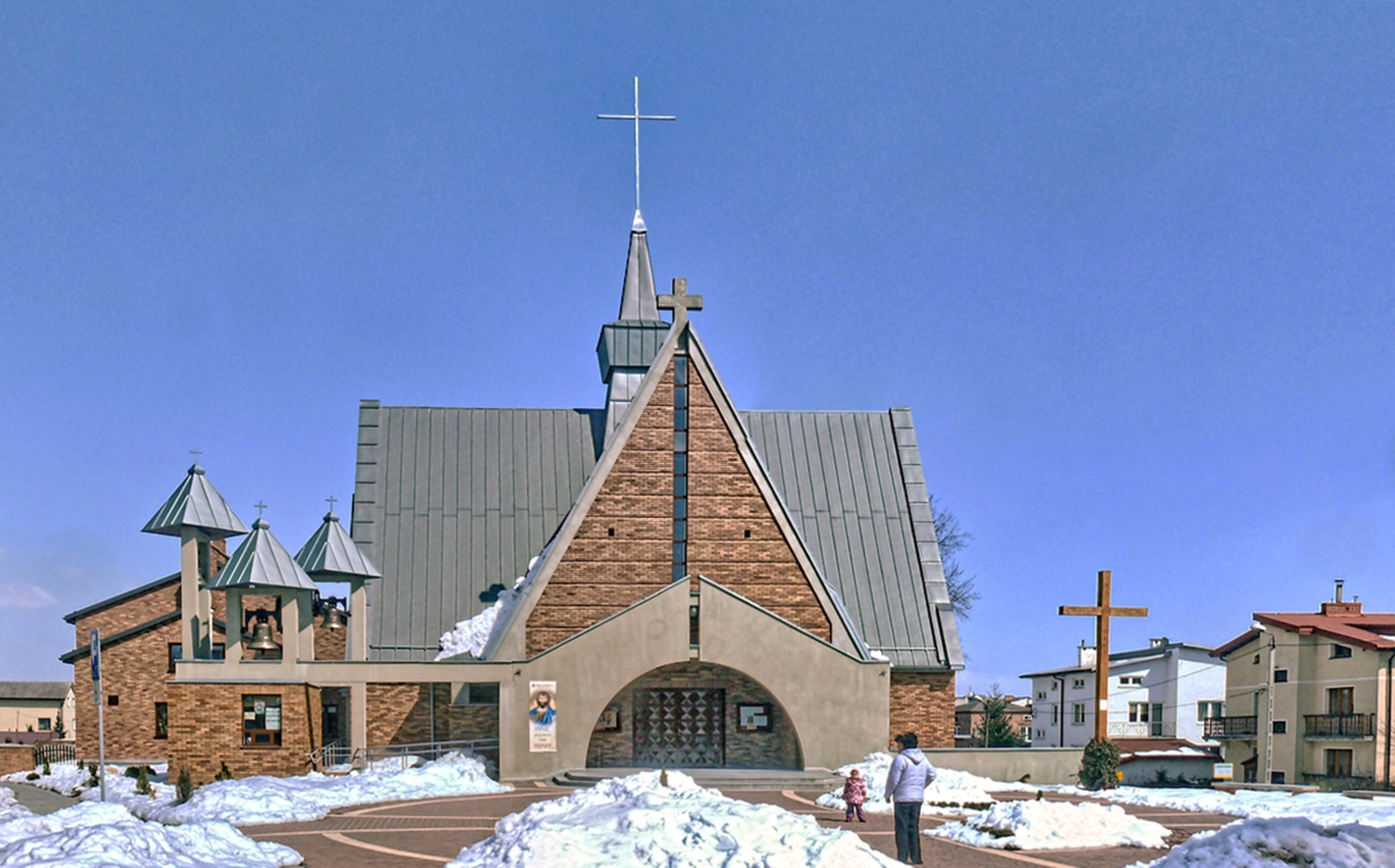
Widok od frontu, zima 2013